# PU Девы
PU Девы (лат. PU Virginis) — двойная затменная переменная звезда типа W Большой Медведицы (EW) в созвездии Девы на расстоянии приблизительно 658 световых лет (около 202 парсек) от Солнца. Звёздная величина диапазона белого звезды — от +11,71m до +11,54m. Орбитальный период — около 0,2563 суток (6,1501 часа).
Открыта Лораном Бернаскони в 2003 году*.

## Характеристики
Первый компонент — оранжевый карлик спектрального класса K0, или K1-K2. Масса — около 0,67 солнечной, радиус — около 0,73 солнечного, светимость — около 0,33 солнечной. Эффективная температура — около 5125 K.
Второй компонент — оранжевый карлик спектрального класса K. Масса — около 0,71 солнечной, радиус — около 0,75 солнечного, светимость — около 0,27 солнечной. Эффективная температура — около 4809 K.